# Oligoenoplus ventralis
Oligoenoplus ventralis là một loài bọ cánh cứng trong họ Cerambycidae.